# Hafefobie
Hafefobie (ook bekend als haptefobie aphenphosmfobie, haphefobie, ophthalmofobie, chiraptofobie of thixofobie) is een zeldzame specifieke fobie die zich uit in de angst om aangeraakt te worden. De fobie komt soms voort uit een traumatische ervaring gerelateerd met aanraking, maar niet altijd. Vaak is deze angst geassocieerd met angst voor aanranding. Socioloog Michell Dorais die onderzoek deed naar misbruik beschrijft in zijn boek, Ça arrive aussi aux garçons: l'abus sexuel au masculin, dat veel slachtoffers van seksueel misbruik, bang zijn om aangeraakt te worden. Hij citeert één slachtoffer dat aangeeft dat aangeraakt worden aanvoelt als iets dat "brandt als vuur", waardoor hij vastloopt of uithaalt.

## Symptomen
Net als bij andere fobieën en angststoornissen, kan hafefobie gepaard gaan met angst- en stressgerelateerde symptomen die variëren van persoon tot persoon. Een aantal mogelijke symptomen van hafefobie zijn:
- Pijn op de borst
- Verstikking gevoel
- Koude of opvliegers
- Cholinerge urticaria
- Dissociatie
- Duizeligheid
- Angst om dood te gaan
- Angst voor controleverlies
- Gevoel van opsluiting
- Hartkloppingen
- Hyperventilatie
- Misselijkheid
- Gevoel voor dreigend gevaar
- Zweten
- Tintelende sensaties
- Beven

## Populaire cultuur
- In de film David and Lisa uit 1962 vreest David Clemens dat hij dood zal gaan als iemand hem aanraakt.
- In de tienerfilm Three O'Clock High uit 1987 valt de belangrijkste antagonist Buddy Revell iedereen die hem fysiek aanraakt fysiek aan.
- In de film Lars and the Real Girl uit 2007 beschrijft het hoofdpersonage Lars Lindstrom dat hij door anderen wordt aangeraakt als een branderig gevoel ervaart, en weigert aanraking voor het grootste deel van de film toe te staan.
- In het spel Death Stranding lijdt het hoofdpersoon Sam Porter aan hafefobie (waarnaar in de game wordt verwezen als aphenphosmphobia) en zijn toestand wordt gedurende het spel getoond.[9]
- In de Belgische film Bad Trip komt ook een personage voor met Hafefobie.
- In een van de Jack Reacher boeken, onder de radar,  sergeant Neagley hafefobie heeft.[10]